# Cody Meakin
Cody Meakin, OAM (nascido em 27 de dezembro de 1989) é um atleta paralímpico australiano que compete na modalidade rugby em cadeira de rodas. Integrou a equipe australiana masculina de rugby em cadeira de rodas nos Jogos Paralímpicos de Verão de 2012 em Londres, conquistando a medalha de ouro.

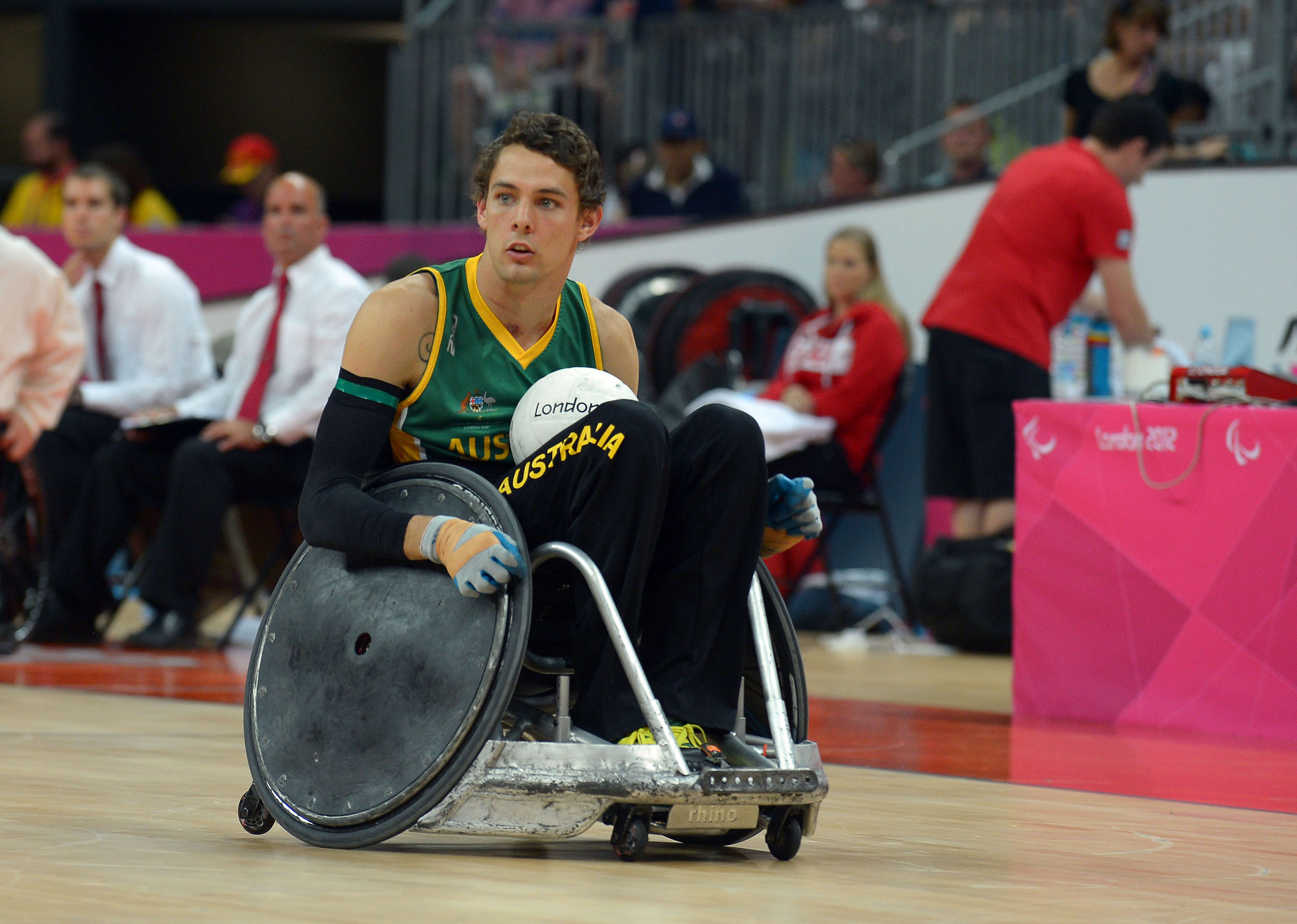
Meakin durante os Jogos Paralímpicos de Londres 2012.